# کلیچواتس
کلیچواتس (به صربی: Kličevac) یک منطقهٔ مسکونی در صربستان است که در City of Požarevac واقع شده‌است. کلیچواتس ۱٬۳۲۹ نفر جمعیت دارد.